# Kościół w Hejnum
Kościół w Hejnum – świątynia należąca do diecezji Visby Kościoła Szwecji. Znajduje się w północnej części Gotlandii.

## Architektura
Najstarszą częścią tego kościoła jest wieża, która pierwotnie należała do świątyni romańskiej. W połowie jednak XIII wieku nawę i prezbiterium zastąpiono widocznymi obecnie, gotyckimi. Pozostałości wcześniejszej budowli odkryto podczas prac archeologicznych w 1914 roku. Nad zachodnim portalem wieży znajduje się napis runiczny „mistrz murarski Botvid”. W takim stanie kościół przetrwał do dziś. W 1960 roku przeszedł renowację.
Budowla składa się z nawy, węższego od niej prezbiterium, zakrystii oraz wieży od zachodu. W fasadę kościoła wkomponowano kilka kamiennych płaskorzeźb, portal i fragmenty fryzu – wszystkie one pochodzą z wcześniejszej świątyni romańskiej. Portal główny został umieszczony nieco nietypowo, bo od strony północnej. Wszystkie otwory okienne w świątyni są oryginalne.

## Wnętrze

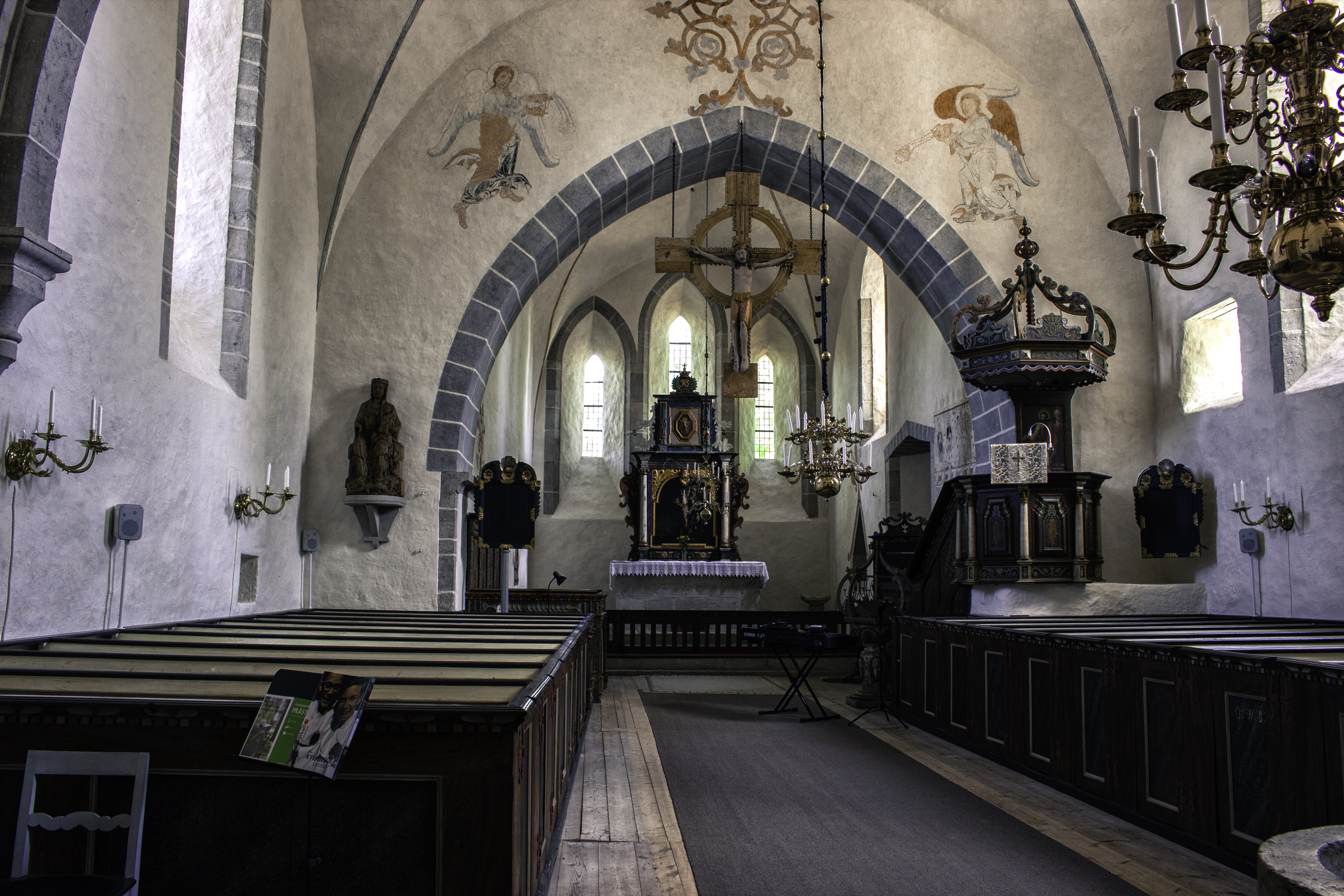
Wnętrze

Wnętrze kościoła zdobią freski, pochodzące z różnych okresów. Starsze datuje się na połowę XIII wieku, a młodsze na XV wiek; autorem tych drugich miał być Mistrz Męki Pańskiej. W kościele znajdują się dwie chrzcielnice: jedna średniowieczna z XIII wieku, a druga barokowa z XVII wieku. W łuku tęczowym wisi krzyż triumfalny datowany na połowę XIII wieku. Ambona pochodzi z 1704 roku. O dwa lata młodsza jest ława w prezbiterium. Ołtarz zbudowano w 1738 roku.